# Diálogos (Séneca)
Los Diálogos de Séneca, recopilados como Dialogorum Libri XII, es el nombre genérico que engloba varias de sus obras escritas entre los años 37 y 62, pertenecientes, como indican sus nombres, al género literario del diálogo y conservadas en un manuscrito de la Biblioteca Ambrosiana.
Se trata de unos textos filosóficos en los que predominan los temas morales y que, a pesar de su título, no presentan una forma dialogada. En ellos Séneca muestra con espíritu realista su doctrina sobre las pasiones, el amor a uno mismo y a los demás, y la autosuficiencia espiritual. Si se exceptúa el conocido con el nombre de "Sobre la ira", son relativamente cortos. 

## Diálogos
- De la ira (41 d. C.)
- De la brevedad de la vida (48-49 d. C.)
- De la serenidad del alma (53-54 d. C.)
- De la firmeza del sabio (55-56 d. C.)
- De la clemencia (55-56 d. C.)
- De la vida bienaventurada o De la felicidad (58-59 d. C.)
- De los beneficios (59-62 d. C.)
- De la vida retirada o Del ocio (62 d. C.)
- De la providencia (63 d. C.)

## Ediciones en español
- Séneca, Lucio Anneo (2000). Diálogos; Sobre la Providencia. Sobre la firmeza del sabio. Sobre la ira. Sobre la vida feliz. Sobre el ocio. Sobre la tranquilidad del espíritu. Sobre la brevedad de la vida. Madrid: Gredos. ISBN 978-84-249-2261-0.